# Georgia (Vermont)
Georgia – miasto w Stanach Zjednoczonych, w stanie Vermont, w hrabstwie Franklin.